# Clorur de calci
El clorur de calci, CaCl₂, és un compost iònic format per cations calci, Ca2+, i anions clorur, Cl-. Es presenta en forma de cristalls incolors. És molt soluble en aigua i deliqüescent. Forma diversos hidrats amb una, dues, quatre i sis molècules d'aigua, a causa del fet que és higroscòpic. També és deliqüescent. Hom el troba molt rarament en minerals. La seva estructura cristal·lina és cúbica com la del rútil, però lleugerament deformada. S'empra des de principis del segle xix com a dessecant, per a produir calor en aliments preparats, per a mescles frigorífiques, com a additiu alimentari i com a medicament.

## Estat natural

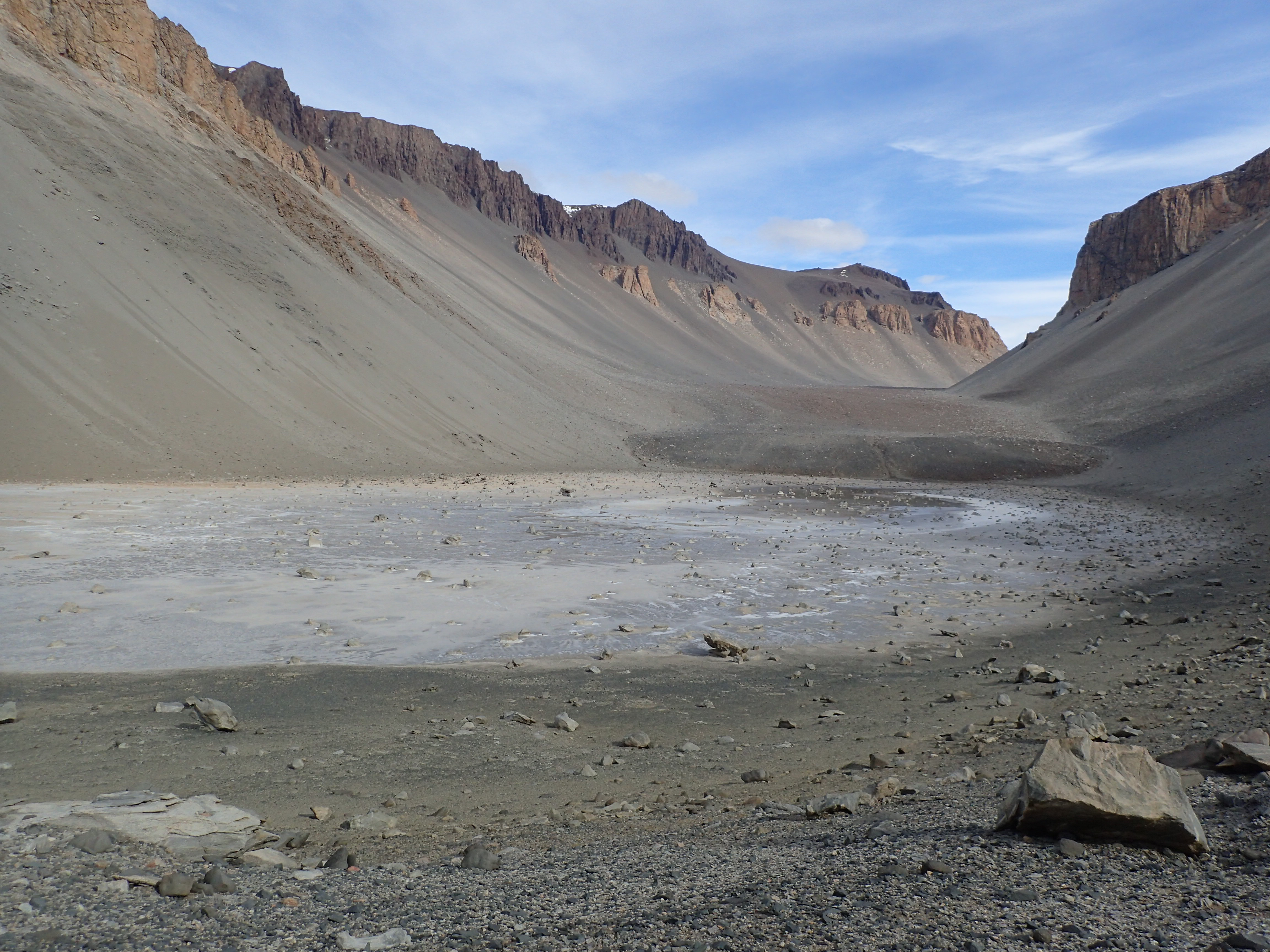
Estany Don Juan, Antàrtida, on es descobrí el primer mineral de clorur de calci, l'antarcticita.

Hi ha molt pocs minerals naturals de clorur de calci. Només rarament hom troba en llacs secs i salmorres la sinjarita descrit el 1980, que és el dihidrat CaCl2·2H2O, i l'hexahidrat antarcticita CaCl2·6H2O descobert el 1965 a l'estany Don Juan de l'Antàrtida. L'estany Don Juan és la massa d'aigua més salina del món, ja que té un nivell de salinitat de més del 40 %. La hidrofil·lita, el clorur de calci anhidre CaCl2, es descriví el 1813, però l'anàlisi és defectuós i sembla que és un dels altres dos minerals. A l'aigua de la mar hi ha dissolts cations calci(+2) Ca2+ i anions clorur Cl–, que en evaporar-se l'aigua precipiten en part en forma de clorur de calci. La proporció a l'aigua de la mar és del 0,15 %.

## Història

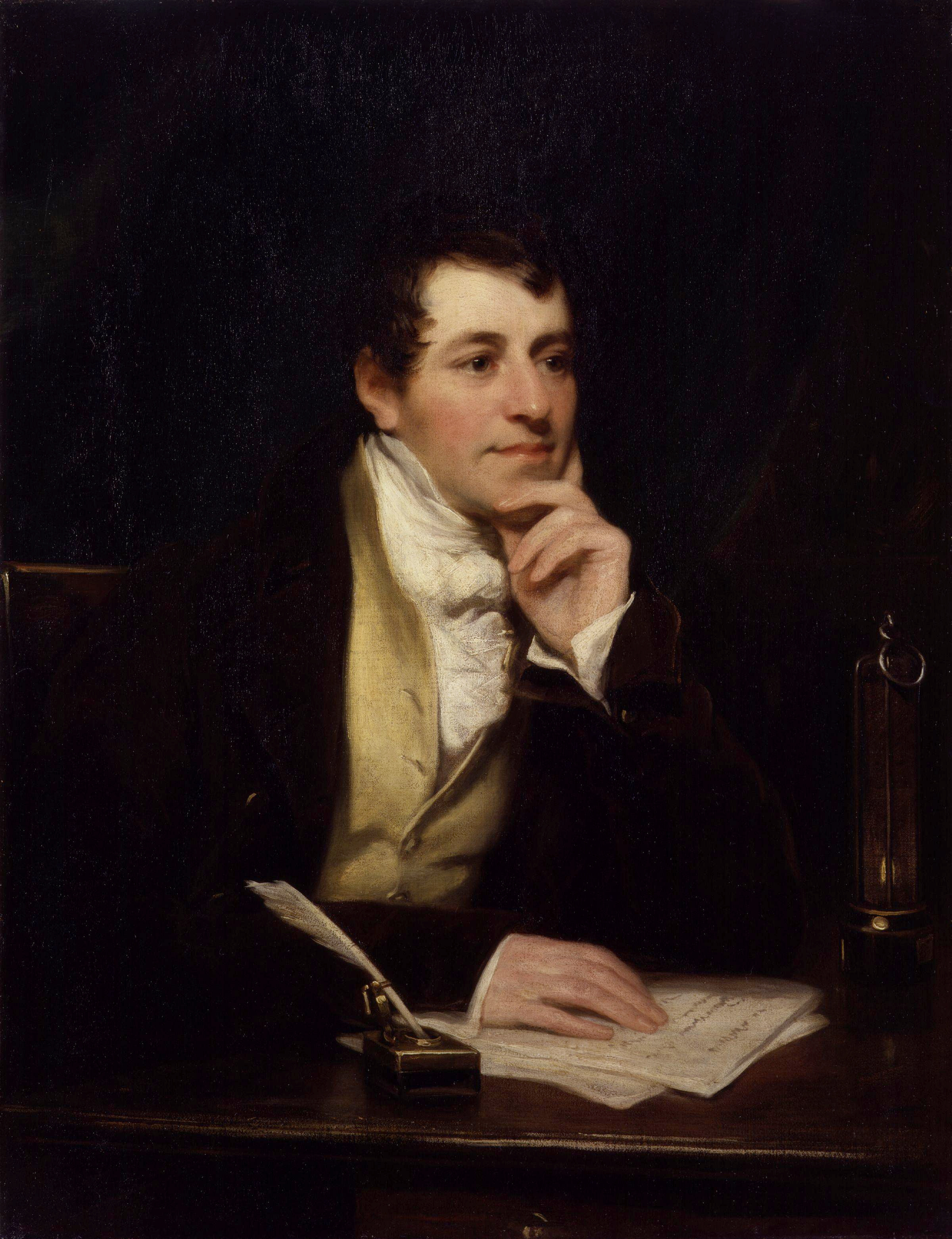
Humphry Davy.

El clorur de calci fou sintetitzat, per reacció del calci amb el clor, i analitzat pel químic anglès Humphry Davy (1778-1829) després d'haver aïllat el calci per electròlisi d'una mescla d'òxid de calci CaO i òxid de mercuri(II) HgO el 1808. Tanmateix, era un compost conegut pels alquimistes del segle xv i anomenat sal ammoniacum fixum ‘sal amoníaca fixa’, i a finals del segle xviii l'anomenaven muriat de calç, oli de calç, sal marina calcària, muriat calcari i d'altres noms. Els alquimistes l'obtenien com a residu sòlid de la destil·lació del clorur d'amoni NH4Cl amb calç viva CaO, quan l'empraven per obtenir amoníac NH3:
{\displaystyle {\ce {2 NH4Cl(s) + CaO(s) -> 2 NH3(g) + CaCl2(s) + H2O (g)}}}

## Propietats

### Propietats físiques

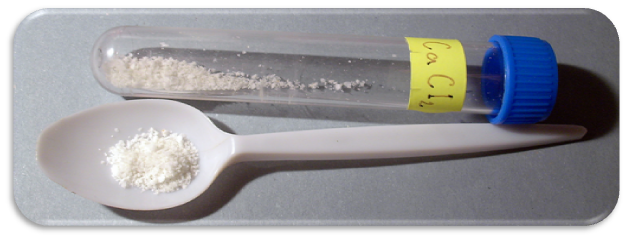
Mostra de clorur de calci anhidre.

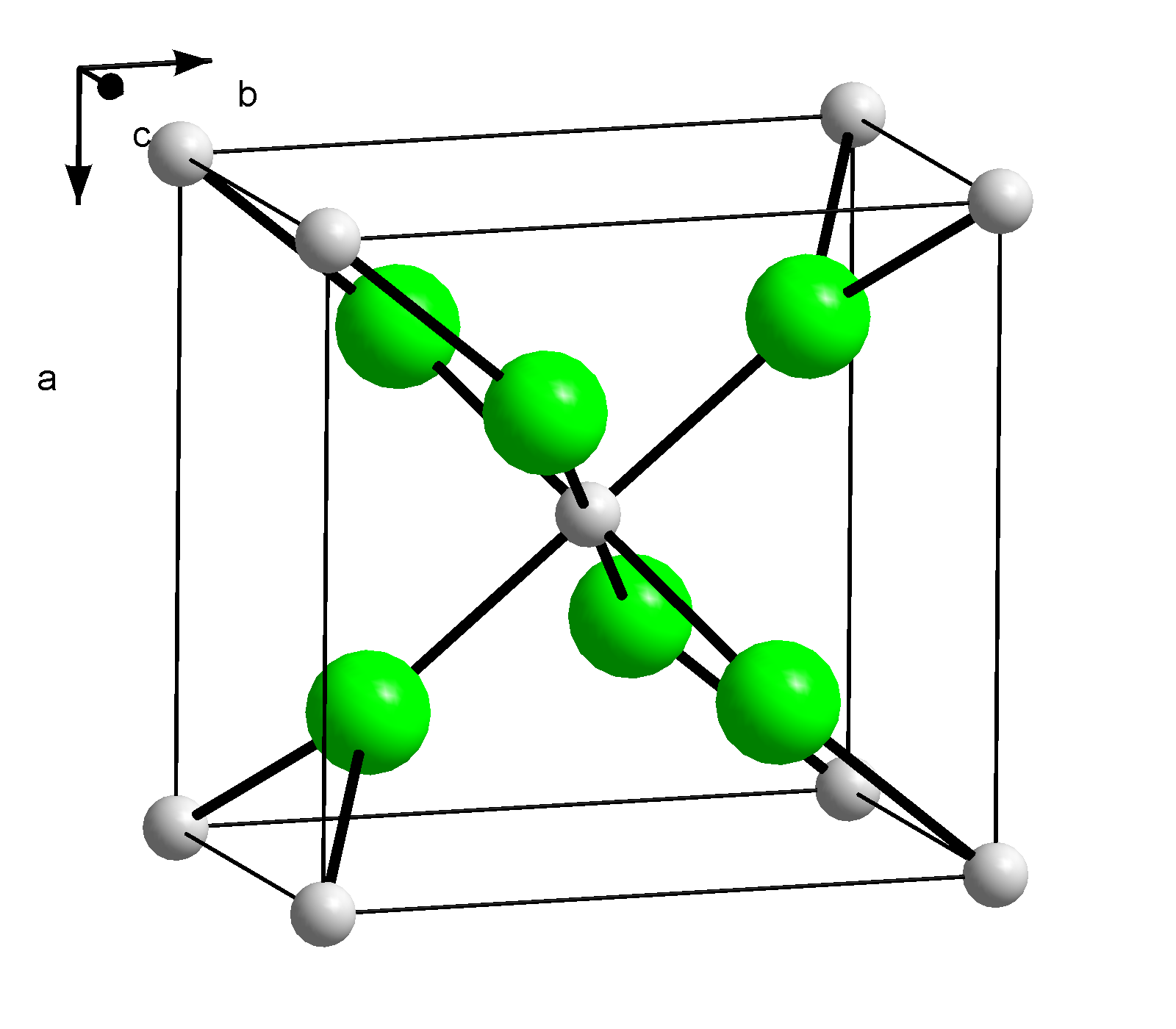
Estructura cristal·lina cúbica del clorur de calci anhidre. En verd els clorurs i en gris els calci(2+).

El clorur de calci anhidre CaCl2 es presenta en forma de pols blanca a temperatura ambient. Té una densitat de 2,16 g/cm³ a 25 °C, el seu punt de fusió és de 773 °C i el d'ebullició 1 935 °C i presenta una alta solubilitat en aigua que augmenta amb la temperatura (647 g/l a 10 °C, 1 000 g/l a 20 °C, 1 370 g/l a 50 °C). És molt soluble en etanol. La dissolució en aigua és un procés molt exotèrmic amb una entalpia de dissolució de −82,93 kJ/mol o −747 J/g, per la qual cosa la dissolució s'escalfa considerablement. Cristal·litza en el sistema cúbic. Les seves dissolucions experimenten un important descens crioscòpic. Per exemple una dissolució d'1 mol/kg (10 % en massa) fa que l'aigua congeli a −5,86 °C, una 2,25 mol/kg (20 % en massa) congela a −18,3 °C, i una 4,24 mol/kg (32 % en massa) a −49,7 °C. Les seves dissolucions també són molt conductores de l'electricitat: una dissolució al 5 % té una conductivitat elèctrica κ = 67,0 mS/cm, una al 10 % κ = 117 mS/cm i una al 20 % κ = 177 mS/cm.
És un compost higroscòpic, és a dir, absorbeix humitat de l'aire perquè va formant hidrats fins a l'hexahidrat CaCl2·6H2O. Així si la humitat relativa és del 30 % un kilogram de clorur de calci absorbeix a 25 °C 1,0 kg d'aigua; si és del 70 % n'absorbeix 2,0 kg; si és del 95 % n'absorbeix 8,4 kg. La reacció del clorur de calci anhidre és:
{\displaystyle {\ce {CaCl2(s) + 2 H2O(g) -> CaCl2.2H2O(s)}}}

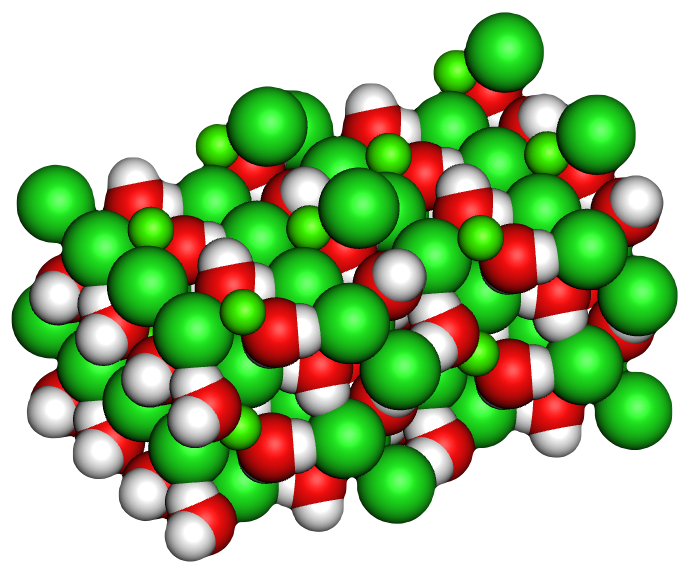
Estructura de la sinjarita, CaCl_{2}·2H_{2}O. Hidrògens en blanc, oxígens en vermell, clor i calci en verd (calci esferes petites).

També és un compost deliqüescent, això és, absorbeix la humitat de l'aigua més enllà de la formació d'hidrats, per la qual cosa s'hi dissol. Amb una humitat relativa del 30 % el clorur de calci es dissol en l'aigua de l'aire a partir de 24 °C; si la humitat relativa és del 40 % ho fa a només 7 °C.
El monohidrat CaCl2·H2O es presenta en forma cristal·lina, amb cristalls blancs de densitat 2,24 g/cm³, és higroscòpic, soluble en etanol i descompon a 260 °C. El dihidrat CaCl2·2H2O es presenta en forma de pols o escames de color blanc, és higroscòpic, té una densitat d'1,85 g/cm³, és molt soluble en etanol i descompon a 175 °C. El tetrahidrat CaCl2·4H2O hom el troba en forma de cristalls acolorits i del sistema triclínic, la seva densitat val 1,83 g/cm³. I l'hexahidrat CaCl2·6H2O és cristal·lí del sistema hexagonal, és higroscòpic amb densitat 1,71 g/cm³.

### Propietats químiques
El clorur de calci és molt soluble i es pot emprar com a font de cations calci, Ca2+, en dissolució, per exemple per a separar anions que formen sals insolubles amb el calci, com és el cas de la precipitació de fosfats:
{\displaystyle {\ce {3 CaCl2(aq) + 2 K3PO4(aq) -> Ca3(PO4)2(s) + 6 KCl(aq)}}}
Si s'electrolitza el clorur de calci fus s'obté calci metall al càtode i clor a l'ànode:
{\displaystyle {\ce {CaCl2(l) -> Ca(s) + Cl2(g)}}}

## Obtenció

Esquema de les reaccions químiques del procés Solvay.

El 1861, el químic industrial belga Ernest Solvay desenvolupà un mètode per convertir el clorur de sodi NaCl, la sal comuna, en carbonat de sodi Na2CO3, un important producte industrial, mitjançant amoníac NH3 i diòxid de carboni CO2. La primera reacció dona hidrogencarbonat de sodi NaHCO3 i clorur d'amoni NH4Cl:{\displaystyle {\ce {NaCl + NH3 + CO2 + H2O -> NaHCO3 + NH4Cl}}}L'hidrogencarbonat de sodi es converteix llavors en carbonat de sodi escalfant-lo, alliberant aigua i diòxid de carboni:{\displaystyle {\ce {2NaHCO3 -> Na2CO3 + H2O + CO2}}}Mentrestant, l’amoníac es regenera a partir del subproducte clorur d’amoni tractant-lo amb la calç (òxid de calci CaO) que queda de la generació de diòxid de carboni i s'obté clorur de calci:{\displaystyle {\ce {2NH4Cl + CaO -> 2NH3 + CaCl2 + H2O}}}

## Aplicacions

### Indústria

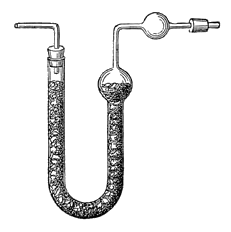
Tub de dessecació emprat en un muntatge químic antic. Un corrent gasós humit en passar per aquest tub perd la humitat i el gas surt sec.

En la indústria s'empren milions de tones anualment de clorur de calci en diferents aplicacions.
Per ser un compost molt higroscòpic el clorur de calci s'usa com a agent dessecant en la indústria i en els laboratoris: Per eliminar la humitat dels gasos fent-los passar per una columna plena de CaCl₂ o simplement se'l deixa dins d'un recipient d'una habitació per a llevar la humitat ambiental; i per a eliminar aigua que hagi quedat mesclada amb dissolvents orgànics, tant si està dissolta l'aigua com si forma una fase diferent. La reacció produeix els hidrats, per exemple:
{\displaystyle {\ce {CaCl2(s) + 2 H2O(g) -> CaCl2.2H2O(s)}}}

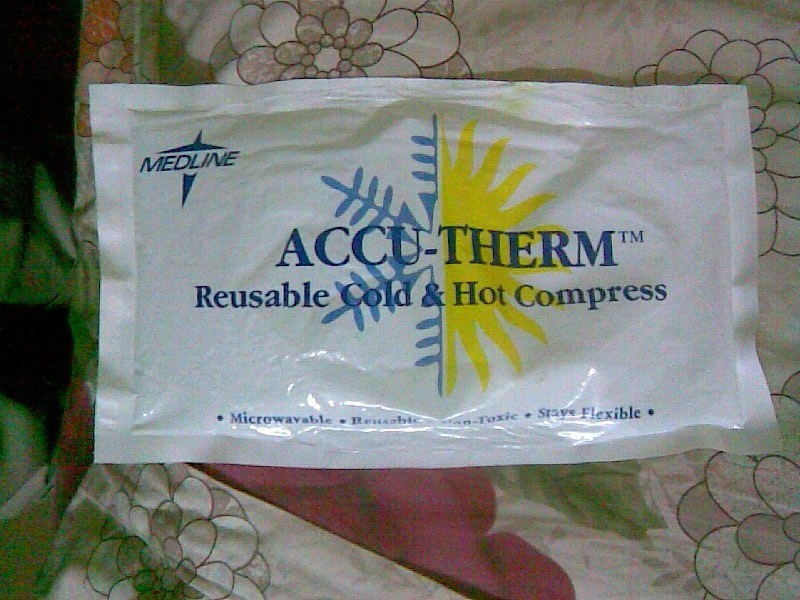
Paquet per a produir fred o calor. La calor s'aconsegueix mesclant clorur de calci amb aigua que està a l'interior en recipients separats i en rompre'ls es posen en contacte.

La reacció de dissolució del clorur de calci amb aigua és molt exotèrmica i se'n fa ús per escalfar ràpidament begudes sense haver d'utilitzar una font de calor o per tenir una compresa calenta en situacions en què no es disposa d'una font de calor. La reacció és:
{\displaystyle {\ce {CaCl2(s) + H2O(l) -> Ca^{2+}(aq) + 2 Cl^{-}(aq)}}}
Es fa servir per a tenir mescles frigorífiques que es mantenen líquides per sota els 0 °C, amb el clorur de calci es poden aconseguir descensos crioscòpics de fins a temperatures de −50,6 °C.
Altres aplicacions industrials inclouen l'ús com a additiu dels plàstics (hule), dels extintors de foc, per a eliminar la tinta en el reciclat del paper, etc.

### Transport i construcció
La reacció amb l'aigua és molt exotèrmica i ràpidament pot donar temperatures pròximes als 60 °C, per això es fa servir per a fondre el gel format damunt del paviment de les carreteres. Contràriament a l'addició de clorur de sodi no produeix efectes negatius sobre els sòls i les plantes. En vies de comunicació també s'usa per a retenir la pols, pel fet que forma una fina capa humida amb la humitat de l'aire damunt del sòl que absorbeix la pols. Es fa ús especialment a les carreteres d'explotacions mineres, als camins no asfaltats, a camps esportius, etc.
El clorur de calci s'utilitza mesclat amb els formigons per a accelerar-ne l'enduriment i augmentar-ne la duresa, però no es pot fer servir en formigons armats, ja que en contacte amb el ferro facilita la seva oxidació.

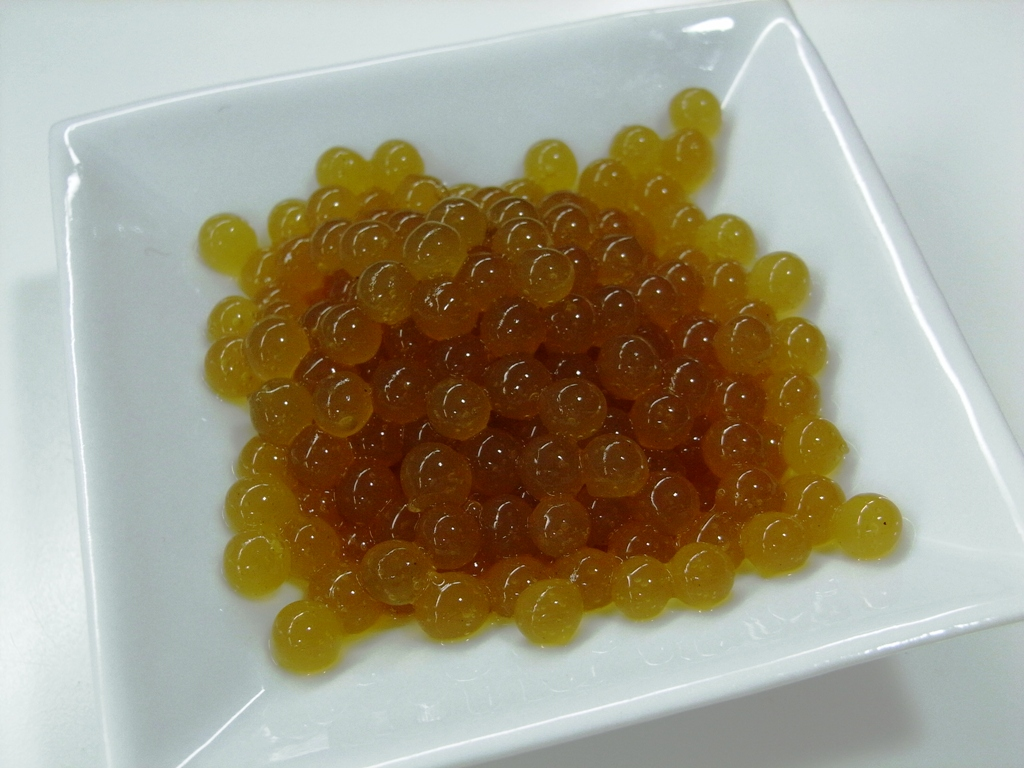
Esferificacions de te.

### Alimentació
El clorur de calci s'empra com additiu alimentari amb el codi E509. Es fa servir per a solidificar els alginats, uns gelificants obtinguts de les algues i produir esferificacions. S'addiciona a la llet per a restituir la concentració natural de calci que es perd durant la pasteurització i també per a augmentar-ne la concentració natural en la producció de llets riques en calci. També és un additiu imprescindible en la fabricació de formatges per equilibrar minerals i proteïnes. Permet augmentar la duresa de la pell de diferents fruites. En l'elaboració de la cervesa s'addiciona clorur de calci per corregir la deficiència en minerals de l'aigua usada.

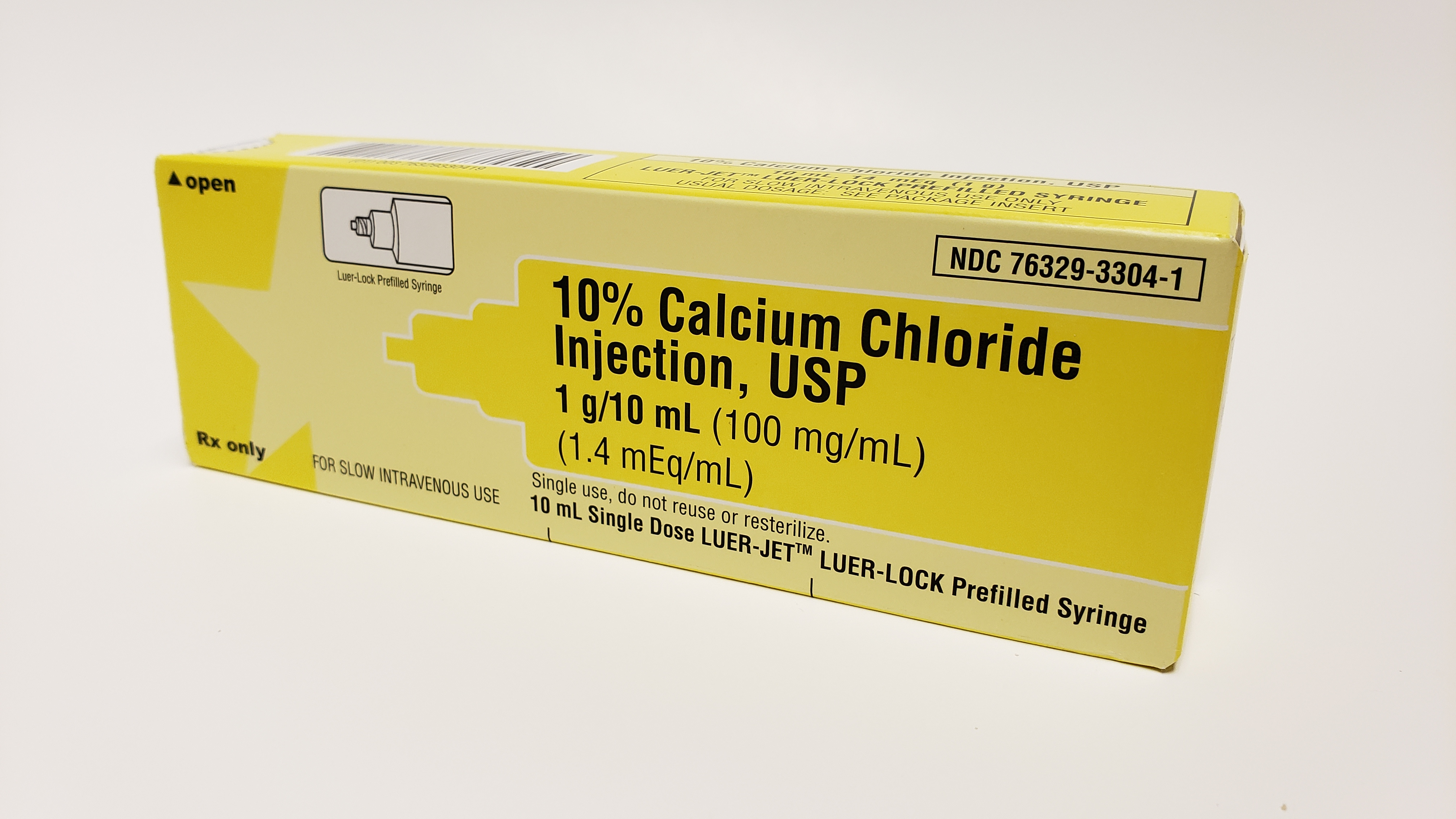
Dissolució injectable de clorur de calci.

### Altres
En agricultura es fa ús del clorur de calci com a adob per a aportar calci als terrenys de cultiu. En els laboratoris s'empra per a facilitar els estudis genètics perquè el clorur de calci afebleix les parets dels bacteris. En medicina s'utilitza la seva dissolució al 10 % per injectar en pacients que pateixen bradicàrdia o hipotensió per antagonistes del calci. També es fa servir per al tractament de la hipocalcèmia.

## Toxicitat
El clorur de calci no és un compost especialment tòxic excepte si entra en contacte amb els ulls. Es dissol en les llàgrimes i a causa del fet que la seva dissolució és molt exotèrmica, allibera gran quantitat de calor que pot produir cremades importants. Per la mateixa raó pot ser perillós si s'ingereix. En contacte amb la pell no ofereix perill excepte si també hi ha aigua, Les seves dissolucions són perilloses en el moment de preparar-se per la mateixa raó, l'elevada temperatura que adquireixen.